# La caixa Kovak
La caixa Kovak  (títol original: The Kovak Box) és una pel·lícula britànico-espanyola de Daniel Monzón dirigida l'any 2006, amb Timothy Hutton, Lucía Jiménez, David Kelly i Georgia Mackenzie. És un thriller. Ha estat doblada al català.

## Argument
David Norton, autor de ciència-ficció, va a Mallorca per donar-hi una sèrie de conferències. No imaginava que s'hauria d'enfrontar a un crim.

## Repartiment
- Timothy Hutton: David Norton
- Lucía Jiménez: Silvia Mendez
- David Kelly: Frank Kovak
- Georgia Mackenzie: Jane Graham
- Gary Piquer: Jaume
- Annette Badland: Kathy
- Isabel Abarraga: Judy
- Jorge Aguado de Gabriel: Home amb cordó umbilical
- Ana Asensio: Locutora CNW
- Nina Bagusat: Hostessa facturació
- Keith Bartlett: Admirador
- Julio Bastida: Locutor Telecinco
- Jorge Bosch: Forense
- Nicholas Boulton: Empleat de Consulat

## Rebuda
- Premis: Goya 2007: Nominada a Millor cançó 'Glommy Sunday'
- Crítica
  - "Una història més espavilada que intel·ligent, que en cap moment deixa d'interessar malgrat l'evident falta de química de la poc plausible parella protagonista (...) Dirigida amb ofici encara que sense massa personalitat"[3]
  - "Un thriller conspiranoic que sobreexcita la voluntat analítica del cronista (...) Amb un guió capaç de mudar la pell sense paranys (...) Puntuació: ★★★★ (sobre 5)."[4]